# Кобленц (футбольний клуб)
«Ко́бленц» (нім. «TuS Koblenz») — німецький футбольний клуб з Кобленца. Заснований 1 серпня 1911 року.